# Sega Heroes
Sega Heroes (originalmente conocido como Sega Legends) fue un videojuego de puzle free-to-play desarrollado por Demiurge Studios y distribuido por Sega para Android y iOS. Lanzado el 14 de noviembre de 2018, el juego se cerró el 21 de mayo de 2020 tras la separación de Demiurge de Sega para convertirse en un desarrollador de videojuegos independiente.

## Jugabilidad
Sega Heroes era un juego de match 3, donde el jugador debía coincidir tres o más baldosas o figuras del mismo color para sumar puntos y vencer a los enemigos en el campo. Tenía cinco baldosas de colores diferentes y cuatro de ellas podían controlar las acciones y habilidades del personaje. El jugador debía seleccionar cuatro personajes de colores diferentes (azul, verde, rojo y amarillo) para luchar contra los enemigos en un evento. Dependiendo del color del personaje, las baldosas que se emparejaran determinaban si un personaje atacaba al oponente. Si el jugador emparejaba tres o más baldosas del mismo color, el héroe de aquel color ganaría energía para atacar a un enemigo seleccionado. Las baldosas venían en cuatro colores separados (para cada tipo de color); rojo, verde, amarillo y azul, al igual que púrpura como potenciador. Emparejar baldosas púrpuras incrementaban el multiplicador, volviendo más fuertes a los héroes seleccionados. Emparejar cuatro baldosas creaban una baldosa estrella, mientras que coincidir seis creaba una baldosa estrella que explotaba una parte del tablero y activaba una habilidad diferente. La habilidad MAX activaba el movimiento especial del personaje.

### Campaña y trama
Dremagen, quien se presenta a sí misma como «maestra de mil dimensiones», utiliza su poder para conquistar universos y líneas temporales a través del tiempo y espacio. Dremagen es capaz de clonar cualquier ser existente a voluntad, lo que utiliza a su favor clonando héroes y villanos que considere dignos de ser parte de su ejército definitivo. Amy Rose encuentra a Ax Battler y le pide ayuda, a lo cual no accede en un principio por sentirse demasiado débil para enfrentarse a Dremagen. Amy es capaz de convencer a Ax y los dos deciden encontrar a Dremagen y vencerla antes de que se apodere de todo el universo.
A lo largo del camino, Amy y Ax reclutan a varios otros personajes como Blaze Fielding, AiAi el mono, Big el gato, Beat, Sonic el herizo, Joe Musashi y Cream la coneja. Los héroes también descubren que el doctor Eggman y sus robots han escogido aliarse con Dremagen en su conquista universal. Los héroes finalmente confrontan y vencen a Dremagen, y ella jura venganza. Cuando el mundo no es restaurado a la normalidad, los héroes deciden permanecer aliados y prepararse para el regreso inevitable de Dremagen.

### Personajes jugables
El juego contaba con 68 personajes jugables, todos categorizados por color. Un equipo necesitaba incluir un personaje de cada color; uno rojo, otro verde, otro azul y otro amarillo. Los personajes también se encontraban organizados por rareza; común, raro, épico, legendario y capitán. Los personajes en el juego se originan de 15 franquicias de Sega:
- Altered Beast
- ChuChu Rocket!
- Crazy Taxi
- Golden Axe
- The House of the Dead
- Jet Set Radio
- Phantasy Star
- Shenmue
- Shinobi
- Sonic the Hedgehog
- Streets of Rage
- Super Monkey Ball
- Valkyria Chronicles
- Virtua Fighter
- Yakuza

## Recepción
Sega Heroes recibió reseñas mixtas de parte de los críticos, muchos aclamaron la jugabilidad pero criticaron su dificultad. A Bengt Lemne de Game Reactor le resultó «altamente adictivo» y sintió que la necesidad de microtransacciones del juego fue más balanceada de lo que esperaba. Tom Reinert de Galaxy of Geek fue más crítico, sintiendo a la jugabilidad blanda, forzando a los jugadores a hacer compras por el proceso lento de subir de niveles a los personajes.